# 마누엘 페르난드스
마누엘 엔히크 타바레스 페르난드스(포르투갈어: Manuel Henrique Tavares Fernandes, 1986년 2월 5일 ~ )는 포르투갈의 전 축구 선수로, 현역 시절 포지션은 미드필더였다.